# 렛츠 고 정글!

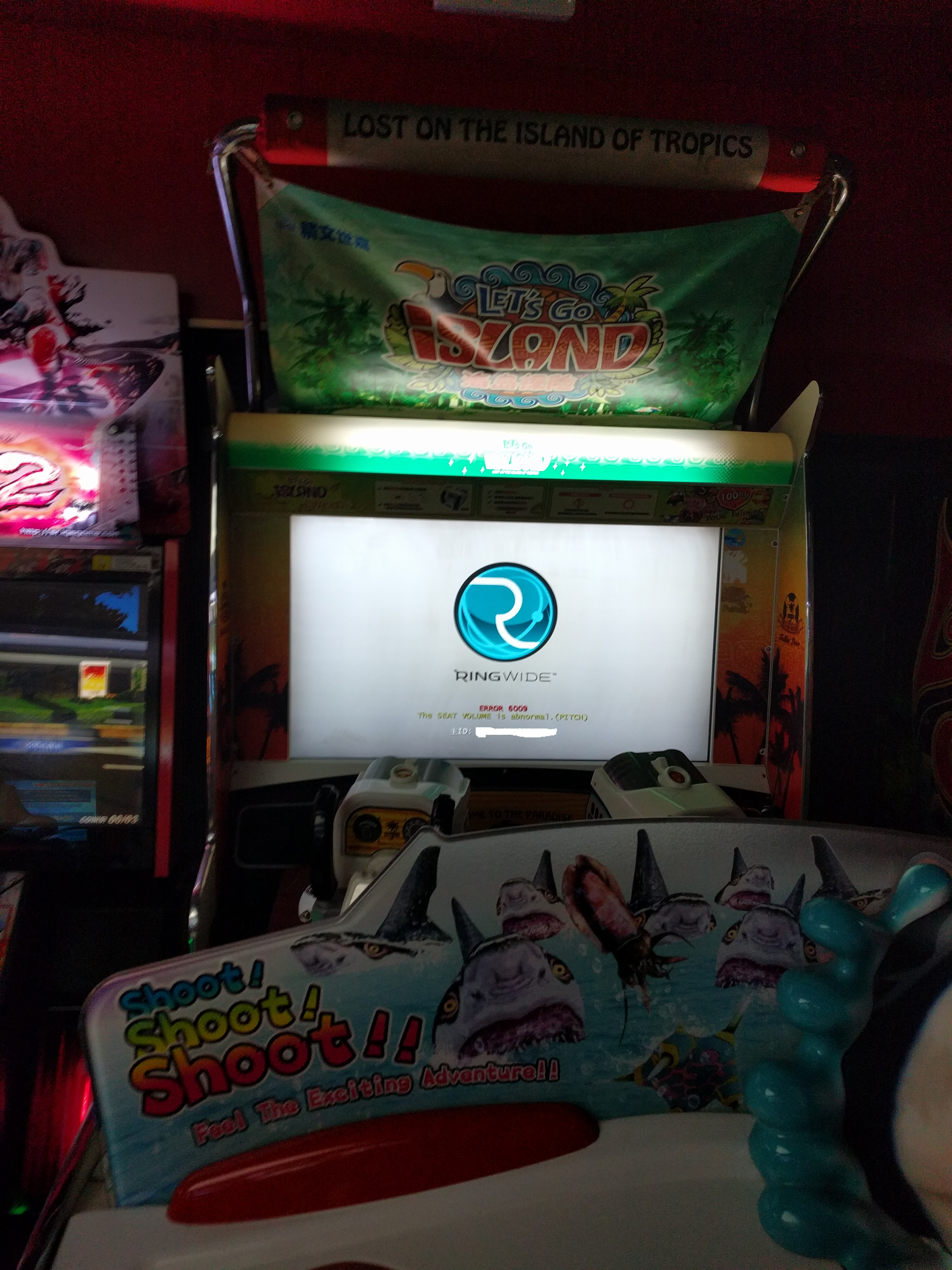

렛츠 고 정글!(일본어: レッツゴージャングル, Let's Go Jungle!: Lost on the Island of Spice)는 세가의 건 슈팅 게임이다.

## 개요
권태기에 빠진 커플 벤과 노라는 이를 해소하기 위해 동남 아시아의 가공의 섬 아모이 제도로 정글 투어를 나가게 된다. 하지만 투어 도중에 괴생명체가 습격해오고, 이를 94식 소총으로 해치우는 게임이다. 총은 고정식 머신건을 이용하고 있으며, 주인공이 커플이라는 게임 설정으로 2인 플레이시 플레이어들의 궁합이 진단된다.
해외를 겨냥한 설정으로 인해 난이도가 매우 높아, 플레이 가격을 인하한 매장도 많다.
화학 물질이 생물에게 끼치는 영향을 풍자한 내용이 다소 있다.